# Clinocera sandaliae
Clinocera sandaliae är en tvåvingeart som beskrevs av Wagner 1984. Clinocera sandaliae ingår i släktet Clinocera och familjen dansflugor. Inga underarter finns listade i Catalogue of Life.